# Operación Libertad Uno

Mapa de la división municipal del departamento de Cundinamarca, con el Distrito Capital de Bogotá y la ciudad de Bogotá (en el centro).

La Operación Libertad Uno o Libertad I fue una operación de las Fuerzas Militares de Colombia contra la guerrilla de las Fuerzas Armadas Revolucionarias de Colombia - Ejército del Pueblo (FARC-EP) en 2003, en el marco del Plan Patriota y la Política de Seguridad Democrática. 

## Antecedentes
Desde finales de 1998 hasta principios de 2002, el gobierno del presidente Andrés Pastrana llevó a cabo los diálogos de paz con la guerrilla de las FARC en la zona desmilitariza de El Caguán, contigua hacia el sur con el departamento de Cundinamarca y el Distrito Capital de Bogotá, capital de Colombia. Pese a esto las FARC no habían renunciado a la implementación de su plan Estratégico definido en 1982 y 1993, por cual continuaron avanzando en las estribaciones de la cordillera oriental en Cundinamarca. Al terminarse los diálogos en febrero de 2002, Pastrana había ordenado la retoma de la zona de distensión o zona desmilitarizada, pero los ataques terroristas continuaron en la capital, alcanzando su punto cumbre en febrero de 2003, con el bombazo al Club El Nogal. Para ese momento, Álvaro Uribe ya había sido aupado a la presidencia de la República arropado en las banderas de la Política de Seguridad Democrática. Precisamente, la primera fase de esa política -dentro del denominado Plan Patriota- se implementaría en Cundinamarca.

## Operaciones
Tras varios meses de preparativos el gobierno emprendería su ofensiva total contra la subversión con la primera fase del Plan Patriota, destinada a expulsar del centro del país a las FARC. En Cundinamarca la arremetida contra las estructuras que rodean la capital, empezó el 1 de junio de 2003 con el lanzamiento de la Operación Libertad I, en las provincias de Oriente, Gualivá, Rionegro y Sumapaz. Al menos 10.000 hombres del Ejército dirigidos por el general Reynaldo Castellanos, comandante de la V División, participan en la ofensiva. Hasta el 7 de noviembre en medio de una vasta operación rastrillo por tierra y aire, se dieron de baja a 5 cabecillas de frente, a 174 subversivos de base y se capturaron a 212 insurrectos (se desbandaron otros 80). Entre los abatidos estaba Marco Aurelio Buendía hombre de confianza de Jojoy y miembro del estado mayor del Bloque Oriental EMBO (31 de octubre). Varios de los civiles que permanecían secuestrados, como los esposos Bickenbach Gil y el empresario japonés Chikao Muramatsu fueran ultimados a tiros antes de ser rescatados. En todo caso la intensa ofensiva se extendió por 2 meses más: el 27 de noviembre Adán Rodríguez “El cura” murió junto a su radioperador tras un tiroteo con la FUDRA en la quebrada Capira de Topaipí (Cundinamarca); y a mediados de diciembre fue capturado en Soacha, Wilmer Antonio Marín Cano, alias Hugo, comandante del frente 22. Su caída cerró el operativo en Cundinamarca: los grupos sobrevivientes al mando de El Zarco y Byron se replegaron hacia el Meta por órdenes del EMBO, mientras algunas células que aguantaron la embestida en la provincia de Rionegro, fueron posteriormente desmanteladas en la Operación Libertad II. El cerco sobre Bogotá se rompió y al menos 600 insurgentes quedaron fuera de combate, dando al traste con uno de los principales objetivos estratégicos marcado en la séptima y octava conferencias del Secretariado, que era amenazar el centro del país.
La Operación Libertad Uno permitió la desmantelacion total de tres frentes de las FARC en el departamento de Cundinamarca: el  22, el Policarpa Salavarrieta y el 54. La operación también debilitó los frentes 53, 55 y 56. Según las autoridades colombianas al menos 600 miembros de las FARC fueron dados de baja, capturados o se desmovilizaron; además se incautaron seis toneladas de explosivos, y numerosas armas, equipos de comunicaciones, municiones y material de intendencia.
Según la Fundación Nuevo Arcoíris, la 'operación Libertad Uno' "significó para las FARC el retroceso más grande producido durante el gobierno de Álvaro Uribe", en relación con la 'política de seguridad democrática'.

## Unidades de Fuerzas Militares de Colombia
En la operación participaron cerca de 15 mil soldados repartidos en las siguientes unidades:
- La Brigada 13
- Las Brigadas Móviles 1, 2 y 3 que conforman la Fuerza de Despliegue Rápido (Colombia) (FUDRA)
- La Brigada Móvil 8